# Drayton Nejaim
Drayton Jayme Nejaim (Caruaru, 2 de novembro de 1929 — Recife, 14 de agosto de 2010) foi um advogado e político brasileiro.
Drayton Nejaim estudou em Recife e em São Paulo, onde concluiu o ensino médio científico e logo após iniciou a Faculdade de Direito de Niterói, concluindo o bacharelado na Faculdade de Direito do Recife, aos 22 anos idade e assim que formou-se, elegeu-se deputado estadual. Dez anos depois, com 32 anos, tornou-se prefeito de Caruaru.
Ao longo dos seus 12 anos a frente da prefeitura da cidade e dos 20 anos (cinco mandatos) como deputado estadual, tornou-se influente político pernambucano entre as décadas de 1950 e 1980.
Drayton morreu na tarde do dia 14 de agosto de 2010, aos 80 anos de idade, vitimado por um câncer no pulmão.